# Неаполі
Неаполі (грец. Νεάπολη) — муніципалітет у Греції, район Салонік. З густотою населення 27252 мешканців на км² Неаполі є найбільш густозаселеним муніципалітетом Європи. Він розташований у північній частині Салонік. В ньому є літній театр, театральна школа, літній кінотеатр, музична та танцювальні школи, футбольне поле, басейн та гімнастична зала.

## Історія
Перше поселення виникло після Малоазійської катастрофи 1922 року та обміну населенням, коли малоазійські біженці з Невсехіру в Каппадокії (грецька назва Неаполь) оселилися в північно-західному районі Салонік, на пагорбах за візантійськими стінами, і дали своїй новій батьківщині назву старої: Неаполь. У центрі свого поселення біженці збудували церкву Святого Георгія в пам'ять про однойменну церкву в Неаполі в Каппадокії. Сьогодні це митрополія Неаполя.
Постійний приплив населення внаслідок урбанізації, що розпочалася у міжвоєнний період, поступово перетворив Неаполь з поселення притулків для біженців спочатку на громаду, а з 1946 року - на муніципалітет. У 2011 році Неаполіс був об'єднаний у новий муніципалітет Неаполіс - Сікеон разом з містами Сікієс, Агіос Павлос і Пефка.
Сьогодні Неаполіс є резиденцією Земельного кадастру Західних Салонік, Священної митрополії Неаполя і Ставруполіса, а також багатьох спортивних і культурних клубів. Місто має муніципальну систему громадського транспорту та з'єднане з міською транспортною системою Міського комплексу. Він також має численні культурні інфраструктури.
Святий Георгій Побідоносець є покровителем міста, а його співпокровителем - святий Георгій Неаполітанський (мученик з Неаполя, Каппадокії, Малої Азії, який загинув мученицькою смертю в 1797 році).
Христос Сарзетакіс, слідчий у справі Ламбракіса в 1960-х роках, а пізніше президент Республіки, народився в Неаполі в 1929 році, а Янніс Ангелакас - в 1959 році. У 2011 році Неаполіс був об'єднаний у новий великий муніципалітет Неаполіс Сікеон.